# وارد والش
وارد والش (بالإنجليزية: Ward Walsh)‏ هو لاعب كرة قدم أمريكية أمريكي، ولد في 21 نوفمبر 1947 في باراديس في الولايات المتحدة.

## وصلات خارجية
- وارد والش على موقع مرجع كرة القدم المحترفة.كوم (الإنجليزية)